# E2F7
E2F7‏ (E2F transcription factor 7) هوَ بروتين يُشَفر بواسطة جين E2F7 في الإنسان.